# Куропатницька сільська рада
Куропа́тницька сільська́ ра́да — адміністративно-територіальна одиниця та орган місцевого самоврядування в Бережанському районі Тернопільської області. Адміністративний центр — село Куропатники.

## Загальні відомості
- Територія ради: 35,798 км²
- Населення ради: 1 258 осіб (станом на 2001 рік)
- Територією ради протікає річка Ценівка

## Населені пункти
Сільській раді підпорядковані населені пункти:
- с. Куропатники
- с. Баранівка
- с. Ясне

### Колишні населені пункти[1]
- х. Шоломів

## Історія
Село Баранівка раніше утворювало окрему сільську раду, згодом дві адміністративно-територіальні одиниці були об'єднані.

## Склад ради
Рада складалася з 18 депутатів та голови.
- Голова ради: Дмитрів Ольга Володимирівна
- Секретар ради: Легета Ольга Іванівна

### Керівний склад попередніх скликань
| Прізвище, ім'я, по батькові | Основні відомості                                                                    | Дата обрання | Дата звільнення |
| --------------------------- | ------------------------------------------------------------------------------------ | ------------ | --------------- |
| Дмитрів Ольга Володимирівна | Сільський голова, 1968 року народження, освіта вища                                  | 26.03.2006   | 31.10.2010      |
| Дмитрів Ольга Володимирівна | Сільський голова, 1968 року народження, освіта вища, Політична партія «Наша Україна» | 31.10.2010   |                 |

Примітка: таблиця складена за даними сайту Верховної Ради України

### Депутати
За результатами місцевих виборів 2010 року депутатами ради стали:

#### За суб'єктами висування
| Суб'єкт висування               | Кількість обраних депутатів | %    |
| ------------------------------- | --------------------------- | ---- |
| Політична партія «Наша Україна» | 12                          | 66,7 |
| Самовисування                   | 6                           | 33,3 |

#### За округами
| № округу                        | Прізвище, ім'я, по батькові       | Дата визнання обраним | Освіта             | Партійна приналежність | Відомості про обраного депутата             |
| ------------------------------- | --------------------------------- | --------------------- | ------------------ | ---------------------- | ------------------------------------------- |
| Політична партія «Наша Україна» |                                   |                       |                    |                        |                                             |
| 1                               | Скуба Андрій Романович            | 02.11.2010            | незакінчена вища   | позапартійний          | ТзОВ Ленд ком ЮА, водій                     |
| 2                               | Васенько Богдан Ярославович       | 02.11.2010            | незакінчена вища   | позапартійний          | тимчасово не працює                         |
| 3                               | Прийду Андрій Володимирович       | 02.11.2010            | незакінчена вища   | позапартійний          | тимчасово не працює                         |
| 4                               | Корбило Микола Михайлович         | 02.11.2010            | незакінчена вища   | позапартійний          | тимчасово не працює                         |
| 8                               | Легата Ольга Іванівна             | 02.11.2010            | незакінчена вища   | позапартійна           | Куропатницька сільська рада, секретар       |
| 9                               | Легата Михайло Романович          | 02.11.2010            | незакінчена вища   | позапартійний          | тимчасово не працює                         |
| 10                              | Медвідь Богдан Євгенович          | 02.11.2010            | незакінчена вища   | позапартійний          | тимчасово не працює                         |
| 11                              | Вовк Андрій Володимирович         | 02.11.2010            | вища               | позапартійний          | Тернопіль філармонія, водій                 |
| 12                              | Федул Богдан Євгенович            | 02.11.2010            | незакінчена вища   | позапартійний          | тимчасово не працює                         |
| 13                              | Несторівський Роман Володимирович | 02.11.2010            | середня спеціальна | позапартійний          | тимчасово не працює                         |
| 15                              | Головатий Володимир Ігорович      | 02.11.2010            | незакінчена вища   | позапартійний          | тимчасово не працює                         |
| 18                              | Прийдун Марія Володимирівна       | 02.11.2010            | вища               | позапартійна           | техпрацівник                                |
| Самовисування                   |                                   |                       |                    |                        |                                             |
| 5                               | Рябушев Олег Андрійович           | 02.11.2010            | незакінчена вища   | позапартійний          | тимчасово не працює                         |
| 6                               | Леськів Марія Іванівна            | 02.11.2010            | середня спеціальна | позапартійна           | відділення зв'язу с. Куропатники, завідувач |
| 7                               | Трібой Василь Валерійович         | 02.11.2010            | незакінчена вища   | позапартійний          | тимчасово не працює                         |
| 14                              | Несторівський Микола Романович    | 01.09.2013            | середня спеціальна | позапартійний          | тимчасово не працює                         |
| 16                              | Пасічний Назар Богданович         | 02.11.2010            | середня спеціальна | позапартійний          | тимчасово не працює                         |
| 17                              | Івасіків Тарас Миколайович        | 02.11.2010            | незакінчена вища   | позапартійний          | тимчасово не працює                         |